# Josep Batlló

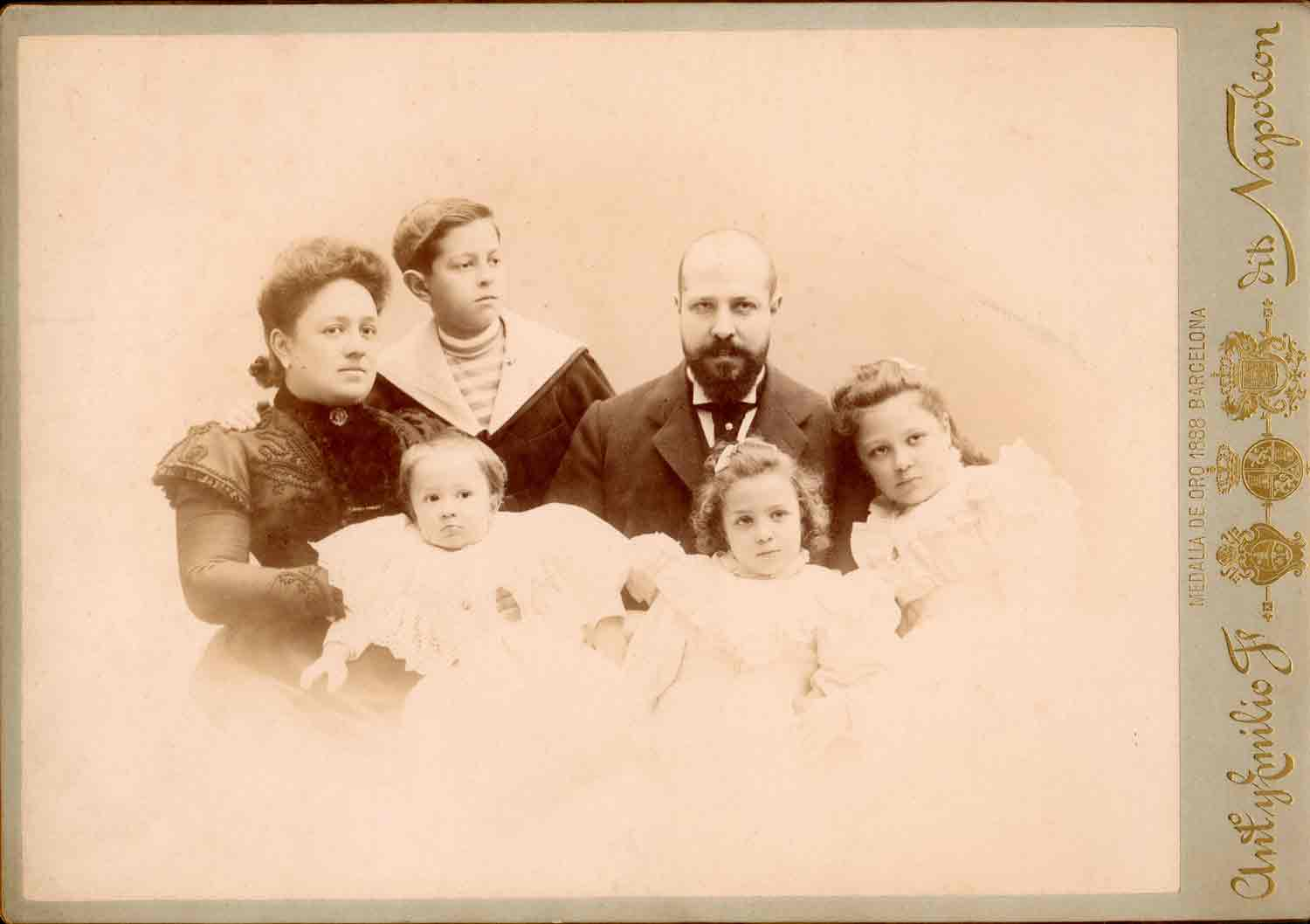
Josep Batlló y su familia fotografiados por Antonio Napoleón.

Josep Batlló i Casanovas (29 de abril de 1855-Barcelona, 10 de marzo de 1934) fue un industrial y hombre de negocios español. Es conocido principalmente por ser el promotor de la Casa Batlló, encargada en 1904 al arquitecto modernista Antoni Gaudí.

## Biografía
Era hijo de Feliu Batlló i Masanella y de Josefa Casanovas i Duran. En 1884 se casó con Amalia Godó Belaunzarán, hija de Bartolomé Godó, político del Partido Liberal y empresario, fundador con su hermano Carlos del diario La Vanguardia.

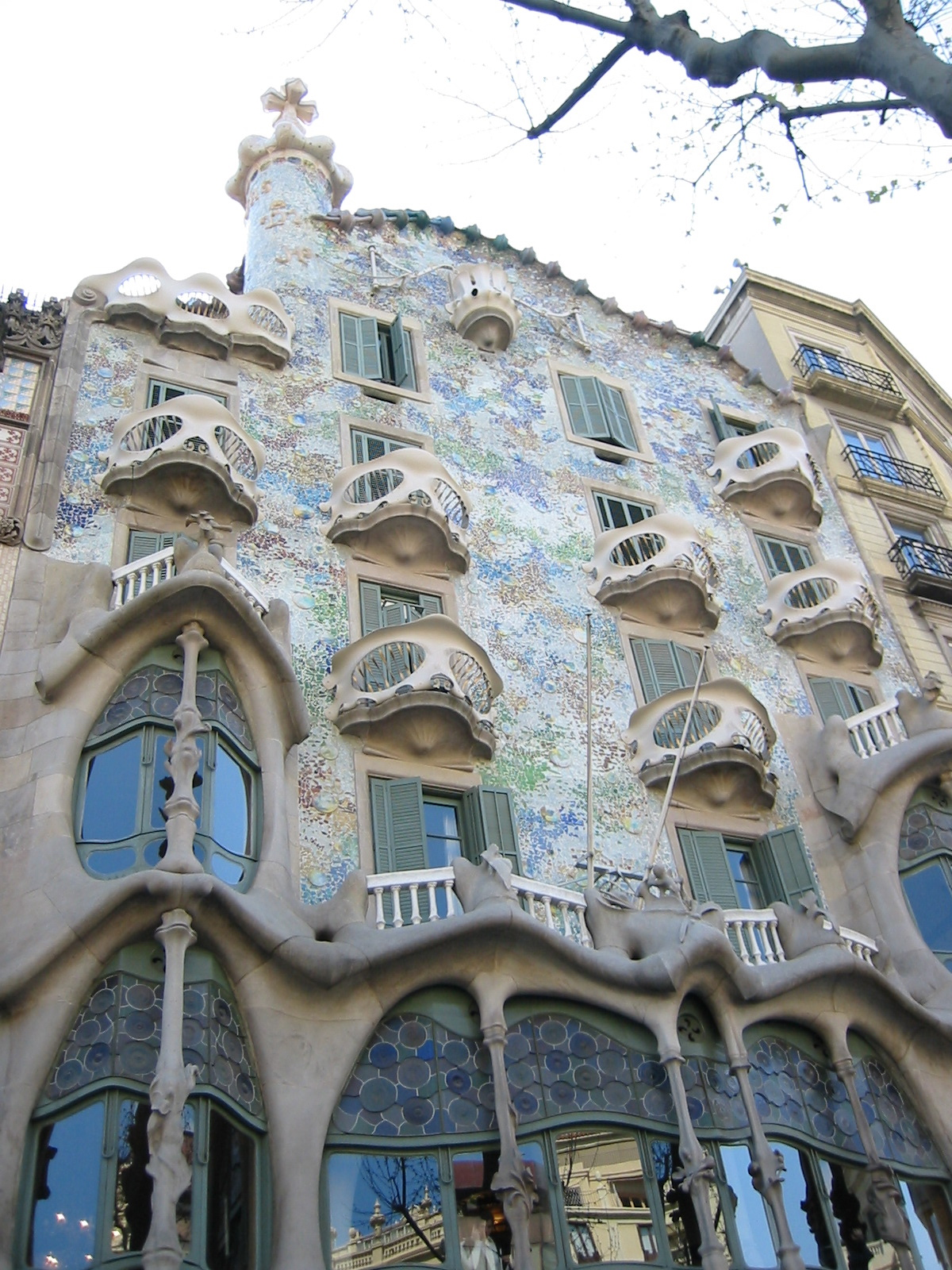
Fachada de la Casa Batlló.

El 17 de julio de 1901 entró como socio en la razón social José M. Llaudet Bou, S. en C. de San Juan de las Abadesas, con un capital inicial de 325.000 pesetas. Junto a la nueva fábrica de hilados y tejidos de algodón en San Juan de las Abadesas construyó la tradicional colonia textil, llamada «El Pagès» (El campesino). En 1913 la empresa abrió una hiladora movida por vapor en el barrio de Sants de Barcelona. La empresa sacó buen provecho de los años de guerra europea, tan buenos para los algodoneros.
En 1903 Josep Batlló adquirió un edificio construido en 1875 por Emilio Sala Cortés, sito en el n.º 43 del Paseo de Gracia barcelonés, la ancha avenida que atraviesa el distrito del Ensanche, en la llamada Manzana de la discordia, porque alberga además de este edificio otras obras de arquitectos modernistas: la casa Amatller, obra de Josep Puig i Cadafalch; la Casa Lleó Morera, obra de Lluís Domènech i Montaner; la Casa Mulleras, de Enric Sagnier i Villavecchia; y la Casa Josefina Bonet, de Marceliano Coquillat. La construcción se realizó entre los años 1904 y 1906.
Batlló compró el edificio por 510 000 pesetas, con la primera intención de derribarlo y construir uno nuevo, aunque luego se conformó con reformarlo, y mientras él se reservó la planta principal el resto lo explotó en régimen de alquiler, como era habitual en las casas burguesas de la época. Los Batlló vivieron en la planta noble de la casa hasta mediados de los años 1950.
Para la remodelación Batlló encargó el proyecto a Gaudí, por aquel entonces un arquitecto ya de gran renombre, que en aquella época trabajaba en diversos proyectos a la vez: el Templo Expiatorio de la Sagrada Familia (1883-1926), la Torre Bellesguard (1900-1909), el Parque Güell (1900-1914) y la restauración de la Catedral de Santa María de Palma de Mallorca (1903-1914). El arquitecto se centró en la fachada, el piso principal, el patio de luces y la azotea, y levantó un quinto piso para el personal de servicio.